# 21e législature du Canada

La distribution initiale des sièges aux débuts de la du Canada

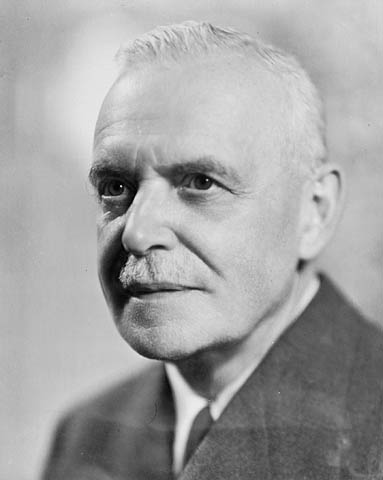
Louis St-Laurent fut premier ministre durant la.

La 21e législature du Canada fut en session du 15 septembre 1949 au 13 juin 1953. Sa composition fut déterminée par les élections de 1949, tenues le 27 juin 1949, et fut légèrement modifiée par des démissions et des élections partielles survenues avant la dissolution de la Chambre pour les élections de 1953.
Cette législature fut contrôlée par une majorité parlementaire détenue par le Parti libéral et son chef Louis St-Laurent. L'Opposition officielle fut représentée par le Parti progressiste-conservateur dirigé par George Drew.
Le Président fut William Ross Macdonald.
Voici les 7 sessions parlementaires de la 21e législature du Canada:
| Session | Début             | Fin              |
| ------- | ----------------- | ---------------- |
| 1re     | 15 septembre 1949 | 10 décembre 1949 |
| 2e      | 16 février 1950   | 30 juin 1950     |
| 3e      | 29 août 1950      | 29 janvier 1951  |
| 4e      | 30 janvier 1951   | 9 octobre 1951   |
| 5e      | 9 octobre 1951    | 29 décembre 1951 |
| 6e      | 28 février 1952   | 20 novembre 1952 |
| 7e      | 20 novembre 1952  | 14 mai 1953      |

## Liste des députés
Les circonscriptions marquées d'un astérisque (*) indiquent qu'elles sont représentées par deux députés.

### Alberta
| Circonscription | Circonscription | Nom                                                | Parti         |
| --------------- | --------------- | -------------------------------------------------- | ------------- |
| Acadia          |                 | Victor Quelch                                      | Crédit social |
| Athabaska       |                 | Joseph Miville Dechene                             | PLC           |
| Battle River    |                 | Robert Fair                                        | Crédit social |
| Bow River       |                 | Charles Edward Johnston                            | Crédit social |
| Calgary-Est     |                 | Douglas Harkness                                   | PC            |
| Calgary-Ouest   |                 | Arthur LeRoy Smith (démissionne le 5 juillet 1951) | PC            |
| Calgary-Ouest   |                 | Carl Olof Nickle (élection partielle en 1951)      | PC            |
| Camrose         |                 | Hilliard Beyerstein                                | Crédit social |
| Edmonton-Est    |                 | Albert Frederick Macdonald                         | PLC           |
| Edmonton-Ouest  |                 | George Prudham                                     | PLC           |
| Jasper—Edson    |                 | John William Welbourn                              | PLC           |
| Lethbridge      |                 | John Horne Blackmore                               | Crédit social |
| Macleod         |                 | Ernest George Hansell                              | Crédit social |
| Medicine Hat    |                 | William Duncan Wylie                               | Crédit social |
| Peace River     |                 | Solon Earl Low                                     | Crédit social |
| Red Deer        |                 | Frederick Davis Shaw                               | Crédit social |
| Vegreville      |                 | John Decore                                        | PLC           |
| Wetaskiwin      |                 | Ray Thomas                                         | Crédit social |

### Colombie-Britannique
| Circonscription   | Circonscription | Nom                                               | Parti       |
| ----------------- | --------------- | ------------------------------------------------- | ----------- |
| Burnaby—Richmond  |                 | Tom Goode                                         | PLC         |
| Cariboo           |                 | George Matheson Murray                            | PLC         |
| Coast—Capilano    |                 | James Sinclair                                    | PLC         |
| Comox—Alberni     |                 | John Lambert Gibson                               | Indépendant |
| Fraser Valley     |                 | George Cruickshank                                | PLC         |
| Kamloops          |                 | Edmund Davie Fulton                               | PC          |
| Kootenay-Est      |                 | Jim Byrne                                         | PLC         |
| Kootenay-Ouest    |                 | Herbert Wilfred Herridge                          | CCF         |
| Nanaimo           |                 | George Randolph Pearkes                           | PC          |
| New Westminster   |                 | Thomas Reid (au 7 septembre 1949, nommé au Sénat) | PLC         |
| New Westminster   |                 | William Mott (élection partielle en 1949)         | PLC         |
| Skeena            |                 | Edward Applewhaite                                | PLC         |
| Vancouver—Burrard |                 | John Lorne Macdougall                             | PLC         |
| Vancouver-Centre  |                 | Ralph Campney                                     | PLC         |
| Vancouver-Est     |                 | Angus Macinnis                                    | CCF         |
| Vancouver Quadra  |                 | Howard Charles Green                              | PC          |
| Vancouver-Sud     |                 | Arthur Laing                                      | PLC         |
| Victoria          |                 | Robert Mayhew                                     | PLC         |
| Yale              |                 | Owen Lewis Jones                                  | CCF         |

### Île-du-Prince-Édouard
| Circonscription | Circonscription | Nom                                                | Parti |
| --------------- | --------------- | -------------------------------------------------- | ----- |
| King's          |                 | Thomas Joseph Kickham                              | PLC   |
| Prince          |                 | John Watson MacNaught                              | PLC   |
| Queen's*        |                 | James Lester Douglas (décédé le 30 septembre 1950) | PLC   |
| Queen's*        |                 | Winfield Chester Scott McLure                      | PC    |
| Queen's*        |                 | John Angus Maclean (élection partielle en 1951)    | PC    |

### Manitoba
| Circonscription      | Circonscription | Nom                                              | Parti                |
| -------------------- | --------------- | ------------------------------------------------ | -------------------- |
| Brandon              |                 | James Ewen Matthews (décédé le 24 novembre 1950) | PLC                  |
| Brandon              |                 | Walter Dinsdale (élection partielle en 1951)     | PC                   |
| Churchill            |                 | George Dyer Weaver                               | PLC                  |
| Dauphin              |                 | William John Ward                                | PLC                  |
| Lisgar               |                 | Howard Waldemar Winkler                          | PLC                  |
| Marquette            |                 | Stuart Garson                                    | PLC                  |
| Norquay              |                 | Robert James Wood                                | PLC                  |
| Portage—Neepawa      |                 | William Gilbert Weir                             | Libéral-progressiste |
| Provencher           |                 | René Jutras                                      | PLC                  |
| Selkirk              |                 | William Bryce                                    | CCF                  |
| Souris               |                 | James Arthur Ross                                | PC                   |
| Springfield          |                 | John Sylvester Aloysius Sinnott                  | PLC                  |
| Saint-Boniface       |                 | Fernand Viau                                     | PLC                  |
| Winnipeg-Nord        |                 | Alistair McLeod Stewart                          | CCF                  |
| Winnipeg-Nord-Centre |                 | Stanley Knowles                                  | CCF                  |
| Winnipeg-Sud         |                 | Leslie Alexander Mutch                           | PLC                  |
| Winnipeg-Sud-Centre  |                 | Ralph Maybank (démissionne le 30 avril 1951)     | PLC                  |
| Winnipeg-Sud-Centre  |                 | Gordon Churchill (élection partielle en 1951)    | PC                   |

### Nouveau-Brunswick
| Circonscription       | Circonscription | Nom                                                 | Parti           |
| --------------------- | --------------- | --------------------------------------------------- | --------------- |
| Charlotte             |                 | Andrew Wesley Stuart                                | PLC             |
| Gloucester            |                 | Clovis-Thomas Richard (Démission le 5 mars 1952)    | PLC             |
| Gloucester            |                 | Albany Robichaud (élection partielle en 1952)       | PC              |
| Kent                  |                 | Aurèle Léger                                        | PLC             |
| Northumberland        |                 | George Roy McWilliam                                | PLC             |
| Restigouche—Madawaska |                 | Benoît Michaud                                      | PLC             |
| Restigouche—Madawaska |                 | Paul-Léon Dubé (élection partielle en 1949)         | PLC indépendant |
| Royal                 |                 | Alfred Johnson Brooks                               | PC              |
| Saint-Jean—Albert     |                 | Daniel Riley                                        | PLC             |
| Victoria—Carleton     |                 | Heber Harold Hatfield                               | PC              |
| Victoria—Carleton     |                 | Gage Montgomery (élection partielle en 26 mai 1952) | PC              |
| Westmorland           |                 | Edmund William George                               | PLC             |
| York—Sunbury          |                 | Milton Fowler Gregg                                 | PLC             |

### Nouvelle-Écosse
| Circonscription          | Circonscription | Nom                                                        | Parti |
| ------------------------ | --------------- | ---------------------------------------------------------- | ----- |
| Annapolis—Kings          |                 | Angus Alexander Elderkin (élection annulée le 6 mars 1950) | PLC   |
| Annapolis—Kings          |                 | George Nowlan (élection partielle en 1950)                 | PC    |
| Antigonish—Guysborough   |                 | James Ralph Kirk                                           | PLC   |
| Cap-Breton-Victoria-Nord |                 | Matthew MacLean                                            | PLC   |
| Cap-Breton-Sud           |                 | Clarence Gillis                                            | CCF   |
| Colchester—Hants         |                 | Frank Thomas Stanfield                                     | PC    |
| Cumberland               |                 | Percy Chapman Black                                        | PC    |
| Digby—Yarmouth           |                 | Thomas Andrew Murray Kirk                                  | PLC   |
| Halifax*                 |                 | John Horace Dickey (au 2 mai 1950, nommé au Sénat)         | PLC   |
| Halifax*                 |                 | Gordon Benjamin Isnor                                      | PLC   |
| Halifax*                 |                 | Samuel Rosborough Balcom (élection partielle en 1950)      | PLC   |
| Inverness—Richmond       |                 | William F. Carroll                                         | PLC   |
| Lunenburg                |                 | Robert Winters                                             | PLC   |
| Pictou                   |                 | Henry Byron McCulloch                                      | PLC   |
| Queens—Shelburne         |                 | Donald Smith                                               | PLC   |

### Ontario
| Circonscription       | Circonscription | Nom                                                     | Parti                |
| --------------------- | --------------- | ------------------------------------------------------- | -------------------- |
| Algoma-Est            |                 | Lester B. Pearson                                       | PLC                  |
| Algoma-Ouest          |                 | George Ewart Nixon                                      | PLC                  |
| Brantford             |                 | William Ross Macdonald                                  | PLC                  |
| Brant—Wentworth       |                 | John Alpheus Charlton                                   | PC                   |
| Broadview             |                 | Thomas Langton Church (décédé le 7 février 1950)        | PC                   |
| Broadview             |                 | George Hees (élection partielle en 1950)                | PC                   |
| Bruce                 |                 | Donald Buchanan Blue                                    | PLC                  |
| Carleton              |                 | George Drew                                             | PC                   |
| Cochrane              |                 | Joseph-Arthur Bradette                                  | PLC                  |
| Danforth              |                 | Joseph Henry Harris                                     | PC                   |
| Davenport             |                 | Paul Hellyer                                            | PLC                  |
| Dufferin—Simcoe       |                 | William Earl Rowe                                       | PC                   |
| Durham                |                 | John Mason James                                        | PLC                  |
| Eglinton              |                 | Donald Fleming                                          | PC                   |
| Elgin                 |                 | Charles Delmer Coyle                                    | PC                   |
| Essex-Est             |                 | Paul Joseph James Martin                                | PLC                  |
| Essex-Ouest           |                 | Donald Ferguson Brown                                   | PLC                  |
| Essex-Sud             |                 | Stuart Murray Clark                                     | PLC                  |
| Fort-William          |                 | Daniel McIvor                                           | PLC                  |
| Frontenac—Addington   |                 | Wilbert Ross Aylesworth                                 | PC                   |
| Glengarry             |                 | William Joseph Major                                    | PLC                  |
| Greenwood             |                 | John Ernest McMillin (décédé le 20 août 1949)           | PC                   |
| Greenwood             |                 | James MacKerras Macdonnell (élection partielle en 1949) | PC                   |
| Grenville—Dundas      |                 | Arza Clair Casselman                                    | PC                   |
| Grey—Bruce            |                 | Walter Harris                                           | PLC                  |
| Grey-Nord             |                 | Colin Emerson Bennett                                   | PLC                  |
| Haldimand             |                 | A. Earl Catherwood                                      | PC                   |
| Halton                |                 | Hughes Cleaver                                          | PLC                  |
| Hamilton-Est          |                 | Thomas Hambly Ross                                      | PLC                  |
| Hamilton-Ouest        |                 | Colin Gibson (au 18 janvier 1950)                       | PLC                  |
| Hamilton-Ouest        |                 | Ellen Fairclough (élection partielle en 1950)           | PC                   |
| Hastings—Peterborough |                 | George Stanley White                                    | PC                   |
| Hastings-Sud          |                 | Frank Sidney Follwell                                   | PLC                  |
| High Park             |                 | Pat Cameron                                             | PLC                  |
| Huron-Nord            |                 | Lewis Elston Cardiff                                    | PC                   |
| Huron—Perth           |                 | Andrew Young McLean                                     | PLC                  |
| Kenora—Rainy River    |                 | William Moore Benidickson                               | Libéral-travailliste |
| Kent                  |                 | Edward Blake Huffman                                    | PLC                  |
| Kingston-City         |                 | William James Henderson                                 | PLC                  |
| Lambton—Kent          |                 | Hugh Alexander Mackenzie                                | PLC                  |
| Lambton-Ouest         |                 | Joseph Warner Murphy                                    | PC                   |
| Lanark                |                 | William Gourlay Blair                                   | PC                   |
| Leeds                 |                 | George Taylor Fulford                                   | PLC                  |
| Lincoln               |                 | Harry Peter Cavers                                      | PLC                  |
| London                |                 | Alexander Haley Jeffery                                 | PLC                  |
| Middlesex-Est         |                 | Harry Oliver White                                      | PC                   |
| Middlesex-Ouest       |                 | Robert McCubbin                                         | PLC                  |
| Nipissing             |                 | Jack Garland                                            | PLC                  |
| Norfolk               |                 | Raymond Elmer Anderson                                  | PLC                  |
| Northumberland        |                 | Frederick Greystock Robertson                           | PLC                  |
| Ontario               |                 | Walter Thomson (démission)                              | PLC                  |
| Ontario               |                 | Michael Starr (élection partielle en 1952)              | PC                   |
| Ottawa-Est            |                 | Jean-Thomas Richard                                     | PLC                  |
| Ottawa-Ouest          |                 | George McIlraith                                        | PLC                  |
| Oxford                |                 | Alexander Clark Murray                                  | PLC                  |
| Parkdale              |                 | John William Gordon Hunter                              | PLC                  |
| Parry Sound—Muskoka   |                 | Wilfred Kennedy McDonald                                | PLC                  |
| Peel                  |                 | Gordon Graydon                                          | PC                   |
| Perth                 |                 | James Neilson Corry                                     | PLC                  |
| Peterborough-Ouest    |                 | Gordon Knapman Fraser                                   | PC                   |
| Port Arthur           |                 | Clarence Decatur Howe                                   | PLC                  |
| Prescott              |                 | Raymond Bruneau                                         | PLC indépendant      |
| Prince Edward—Lennox  |                 | George James Tustin                                     | PC                   |
| Renfrew-Nord          |                 | Ralph Melville Warren                                   | PLC                  |
| Renfrew-Sud           |                 | James Joseph McCann                                     | PLC                  |
| Rosedale              |                 | Charles Henry                                           | PLC                  |
| Russell               |                 | Joseph-Omer Gour                                        | PLC                  |
| St. Paul's            |                 | James Rooney                                            | PLC                  |
| Simcoe-Est            |                 | William Alfred Robinson                                 | PLC                  |
| Simcoe-Nord           |                 | Julian Harcourt Ferguson                                | PC                   |
| Spadina               |                 | David Croll                                             | PLC                  |
| Stormont              |                 | Lionel Chevrier                                         | PLC                  |
| Sudbury               |                 | Léoda Gauthier                                          | PLC                  |
| Timiskaming           |                 | Walter Little                                           | PLC                  |
| Timmins               |                 | Karl Eyre                                               | PLC                  |
| Trinity               |                 | Lionel Conacher                                         | PLC                  |
| Victoria              |                 | Clayton Wesley Hodgson                                  | PC                   |
| Waterloo-Nord         |                 | Louis Orville Breithaupt (démission)                    | PLC                  |
| Waterloo-Nord         |                 | Norman Schneider (élection partielle en 1952)           | PLC                  |
| Waterloo-Sud          |                 | Karl Kenneth Homuth (décédé en fonction)                | PC                   |
| Waterloo-Sud          |                 | Howie Meeker (élection partielle en 1951)               | PC                   |
| Welland               |                 | Humphrey Mitchell (décédé le 1er août 1950)             | PLC                  |
| Welland               |                 | William Hector McMillan (élection partielle en 1950)    | PLC                  |
| Wellington-Nord       |                 | Arnold Darroch                                          | PLC                  |
| Wellington-Sud        |                 | Henry Alfred Hosking                                    | PLC                  |
| Wentworth             |                 | Frank Exton Lennard                                     | PC                   |
| York-Est              |                 | Robert Henry McGregor                                   | PC                   |
| York-Nord             |                 | John Eachern (Jack) Smith                               | PLC                  |
| York-Ouest            |                 | Agar Rodney Adamson                                     | PC                   |
| York-Sud              |                 | Joseph William Noseworthy                               | CCF                  |

### Québec
| Circonscription                  | Circonscription | Nom                                                           | Parti           |
| -------------------------------- | --------------- | ------------------------------------------------------------- | --------------- |
| Argenteuil—Deux-Montagnes        |                 | Philippe Valois                                               | PLC             |
| Beauce                           |                 | Raoul Poulin                                                  | Indépendant     |
| Beauharnois                      |                 | Robert Cauchon                                                | PLC             |
| Bellechasse                      |                 | Louis-Philippe Picard                                         | PLC             |
| Berthier—Maskinongé              |                 | Joseph Langlois                                               | PLC             |
| Bonaventure                      |                 | Bona Arsenault                                                | PLC             |
| Brome—Missisquoi                 |                 | Henri A. Gosselin (décédé le 27 janvier 1952)                 | PLC             |
| Brome—Missisquoi                 |                 | Joseph-Léon Deslières (élection partielle le 26 mai 1952)     | PLC             |
| Cartier                          |                 | Maurice Hartt (décédé le 15 mars 1950)                        | PLC             |
| Cartier                          |                 | Leon David Crestohl (élection partielle le 19 juin 1950)      | PLC             |
| Chambly—Rouville                 |                 | Roch Pinard                                                   | PLC             |
| Champlain                        |                 | Joseph Irenée Rochefort                                       | PLC             |
| Chapleau                         |                 | David Gourd                                                   | PLC             |
| Charlevoix                       |                 | Auguste Maltais                                               | PLC             |
| Châteauguay—Huntingdon—Laprairie |                 | Donald Elmer Black                                            | PLC             |
| Chicoutimi                       |                 | Paul-Edmond Gagnon                                            | Indépendant     |
| Compton—Frontenac                |                 | Joseph-Adéodat Blanchette                                     | PLC             |
| Dorchester                       |                 | Léonard-David Sweezey Tremblay                                | PLC             |
| Drummond—Arthabaska              |                 | Armand Cloutier                                               | PLC             |
| Gaspé                            |                 | J. G. Léopold Langlois                                        | PLC             |
| Gatineau                         |                 | Léon-Joseph Raymond (démissionne le 5 août 1949)              | PLC             |
| Gatineau                         |                 | Joseph-Célestin Nadon (élection partielle le 24 octobre 1949) | PLC             |
| Hochelaga                        |                 | Raymond Eudes                                                 | PLC             |
| Hull                             |                 | Alphonse Fournier                                             | PLC             |
| Îles-de-la-Madeleine             |                 | Charles-Arthur Dumoulin Cannon                                | PLC             |
| Jacques-Cartier                  |                 | Elphège Marier (au 24 août 1949)                              | PLC             |
| Jacques-Cartier                  |                 | Edgar Leduc (élection partielle le 4 octobre 1949)            | Indépendant     |
| Joliette—L'Assomption—Montcalm   |                 | Georges-Émile Lapalme (démissionne le 23 juin 1950)           | PLC             |
| Joliette—L'Assomption—Montcalm   |                 | Maurice Breton (élection partielle le 3 octobre 1950)         | PLC             |
| Kamouraska                       |                 | Eugène Marquis (au 24 août 1949)                              | PLC             |
| Kamouraska                       |                 | Arthur Massé (élection partielle le 24 octobre 1949)          | PLC             |
| Labelle                          |                 | Henri Courtemanche                                            | PC              |
| Lac-Saint-Jean                   |                 | André Gauthier                                                | PLC             |
| Lafontaine                       |                 | J.-Georges Ratelle                                            | PLC             |
| Lapointe                         |                 | Jules Gauthier                                                | PLC             |
| Laurier                          |                 | Ernest Bertrand (au 24 août 1949)                             | PLC             |
| Laurier                          |                 | J.-Eugène Lefrançois (élection partielle le 24 octobre 1949)  | PLC             |
| Laval                            |                 | Léopold Demers                                                | PLC             |
| Lévis                            |                 | Maurice Bourget                                               | PLC             |
| Lotbinière                       |                 | Hugues Lapointe                                               | PLC             |
| Maisonneuve—Rosemont             |                 | Sarto Fournier                                                | PLC             |
| Matapédia—Matane                 |                 | Antoine-Philéas Côté                                          | PLC             |
| Mégantic                         |                 | Joseph Lafontaine                                             | PLC             |
| Mercier                          |                 | Joseph Jean (au 24 août 1949)                                 | PLC             |
| Mercier                          |                 | Marcel Monette (élection partielle le 24 octobre 1949)        | PLC             |
| Montmagny—L'Islet                |                 | Jean Lesage                                                   | PLC             |
| Mont-Royal                       |                 | Alan Aylesworth Macnaughton                                   | PLC             |
| Nicolet—Yamaska                  |                 | Maurice Boisvert                                              | PLC             |
| Notre-Dame-de-Grâce              |                 | Frederick Primrose Whitman                                    | PLC             |
| Outremont—Saint-Jean             |                 | Édouard Rinfret                                               | PLC             |
| Outremont—Saint-Jean             |                 | Romuald Bourque (élection partielle le 6 octobre 1952)        | PLC             |
| Papineau                         |                 | Camillien Houde                                               | Indépendant     |
| Pontiac—Témiscamingue            |                 | John Hugh Proudfoot                                           | PLC             |
| Portneuf                         |                 | Pierre Gauthier                                               | PLC             |
| Québec—Montmorency               |                 | Wilfrid Lacroix                                               | PLC             |
| Québec-Est                       |                 | Louis St. Laurent                                             | PLC             |
| Québec-Ouest                     |                 | Charles Eugène Parent                                         | PLC             |
| Québec-Sud                       |                 | Charles Gavan Power                                           | PLC             |
| Richelieu—Verchères              |                 | Gérard Cournoyer (démissionne le 5 juillet 1952)              | PLC             |
| Richelieu—Verchères              |                 | Lucien Cardin (élection partielle le 6 octobre 1952)          | PLC             |
| Richmond—Wolfe                   |                 | Ernest-Omer Gingras                                           | PLC             |
| Rimouski                         |                 | Gleason Belzile (décédé le 25 juillet 1950)                   | PLC             |
| Rimouski                         |                 | Joseph Hervé Rousseau (élection partielle le 16 octobre 1950) | PLC indépendant |
| Roberval                         |                 | Joseph-Alfred Dion (au 8 avril 1952)                          | PLC             |
| Roberval                         |                 | Paul-Henri Spence (élection partielle le 26 mai 1952)         | PC              |
| Saguenay                         |                 | Lomer Brisson                                                 | PLC             |
| Sainte-Anne                      |                 | Thomas Patrick Healy                                          | PLC             |
| Saint-Antoine—Westmount          |                 | Douglas Abbott                                                | PLC             |
| Saint-Denis                      |                 | Azellus Denis                                                 | PLC             |
| Saint-Henri                      |                 | Joseph-Arsène Bonnier                                         | PLC             |
| Saint-Hyacinthe—Bagot            |                 | Joseph Louis Rosario Fontaine                                 | PLC             |
| Saint-Jacques                    |                 | Roland Beaudry                                                | PLC             |
| Saint-Jean—Iberville—Napierville |                 | Alcide Côté                                                   | PLC             |
| Saint-Laurent—Saint-Georges      |                 | Brooke Claxton                                                | PLC             |
| Sainte-Marie                     |                 | Gaspard Fauteux (démissionne le 18 août 1950)                 | PLC             |
| Sainte-Marie                     |                 | Hector Dupuis (élection partielle le 16 octobre 1950)         | PLC             |
| Saint-Maurice—Laflèche           |                 | Joseph-Adolphe Richard                                        | PLC             |
| Shefford                         |                 | Marcel Boivin                                                 | PLC             |
| Sherbrooke                       |                 | Maurice Gingues                                               | PLC             |
| Stanstead                        |                 | Louis-Édouard Roberge                                         | PLC             |
| Témiscouata                      |                 | Jean-François Pouliot                                         | PLC             |
| Terrebonne                       |                 | Lionel Bertrand                                               | PLC             |
| Trois-Rivières                   |                 | Léon Balcer                                                   | PC              |
| Vaudreuil—Soulanges              |                 | Louis-René Beaudoin                                           | PLC             |
| Verdun—La Salle                  |                 | Paul-Émile Côté                                               | PLC             |
| Villeneuve                       |                 | Armand Dumas                                                  | PLC             |

### Saskatchewan
| Circonscription | Circonscription | Nom                        | Parti |
| --------------- | --------------- | -------------------------- | ----- |
| Assiniboia      |                 | Hazen Argue                | CCF   |
| Humboldt        |                 | Joseph Ingolph Hetland     | PLC   |
| Kindersley      |                 | Frederick Hugo Larson      | PLC   |
| Lake Centre     |                 | John Diefenbaker           | PC    |
| Mackenzie       |                 | Gladstone Mansfield Ferrie | PLC   |
| Maple Creek     |                 | Irvin William Studer       | PLC   |
| Meadow Lake     |                 | John Hornby Harrison       | PLC   |
| Melfort         |                 | Percy Ellis Wright         | CCF   |
| Melville        |                 | James Garfield Gardiner    | PLC   |
| Moose Jaw       |                 | Wilbert Ross Thatcher      | CCF   |
| Moose Mountain  |                 | John James Smith           | PLC   |
| Prince Albert   |                 | Francis Heselton Helme     | PLC   |
| Qu'Appelle      |                 | Austin Edwin Dewar         | PLC   |
| Regina City     |                 | Emmett Andrew McCusker     | PLC   |
| Rosetown—Biggar |                 | Major James Coldwell       | CCF   |
| Rosthern        |                 | William Albert Boucher     | PLC   |
| Saskatoon       |                 | Robert Ross (Roy) Knight   | CCF   |
| Swift Current   |                 | Harry B. Whiteside         | PLC   |
| The Battlefords |                 | Arthur James Bater         | PLC   |
| Yorkton         |                 | Alan Carl Stewart          | PLC   |

### Terre-Neuve
| Circonscription       | Circonscription | Nom                             | Parti |
| --------------------- | --------------- | ------------------------------- | ----- |
| Bonavista—Twillingate |                 | Frederick Gordon Bradley        | PLC   |
| Burin—Burgeo          |                 | Chesley William Carter          | PLC   |
| Grand Falls—White Bay |                 | Thomas Gordon William Ashbourne | PLC   |
| Humber—St. George's   |                 | William Richard Kent            | PLC   |
| St. John's-Est        |                 | Gordon Higgins                  | PC    |
| St. John's-Ouest      |                 | William Joseph Browne           | PC    |
| Trinity—Conception    |                 | Leonard Stick                   | PLC   |

### Territoire du Nord-Ouest
| Circonscription       | Circonscription | Nom                  | Parti   |
| --------------------- | --------------- | -------------------- | ------- |
| Yukon—Mackenzie River |                 | James Aubrey Simmons | Libéral |

## Sources
- (en) Cet article est partiellement ou en totalité issu de l’article de Wikipédia en anglais intitulé « 21st Canadian Parliament » (voir la liste des auteurs).